# Ібн Абу Усайбія
Ібн Абу Усайбія (араб. ابن أبي أُصَيْبِعَة, 1194, Дамаск — 1269, Сальхад) — арабський лікар і біограф, автор знаменитого твору «Історія лікарів».
Народився у родині відомих лікарів, професію яких успадкував. Освіту отримав у Єгипті та Сирії, де користувався товариством знаменитого Абд аль-Латіфа аль-Багдаді, у 1227-1233 роках навчався в Дамаску. У 1234 був призначений головним лікарем госпіталю у Дамаску. 
У 1236 році став придворним лікарем еміра в Сальхаді і обіймав цю посаду до своєї смерті.
Винайшов або ж відтворив індійський рецепт охолодження води за допомогою додавання до неї солі.
Відомий складанням словника знаменитих лікарів мусульманського Сходу.